# Platyceps largeni
Espèce
Synonymes
- Coluber largeni Schätti, 2001

Platyceps largeni  est une espèce de serpents de la famille des Colubridae.

## Répartition
Cette espèce est endémique de l'archipel des Dahlak en Érythrée.

## Description
L'holotype de Platyceps largeni, une femelle adulte, mesure 445 mm queue non comprise. Cette espèce est polymorphique, présentant une teinte variant grisâtre ou brun avec des motifs variables. Les juvéniles arborent une tache arrondie et de teinte brune au niveau de la nuque.

## Étymologie
Cette espèce est nommée en l'honneur de Malcolm John Largen.

## Publication originale
- Schätti, 2001 : A new species of Coluber (sensu lato) from the Dahlak Islands, Eritrea, with a reviw of the herpetofauna of the archipelago. Russian Journal of Herpetology, vol. 8, no 2, p. 139-148 (texte intégral).